# Новопокровский (Новопокровский район)
Новопокро́вский — посёлок в Новопокровском районе Краснодарского края.
Административный центр Покровского сельского поселения.

## Население
| 2002 | 2010 |
| ---- | ---- |
| 1033 | ↘843 |

## Улицы
| - ул. Гагарина, - ул. Кирпичная, - пер. Клубный, - ул. Кубанская, - пер. Кубанский, | - ул. Ленина, - ул. Новая, - ул. Парковая, - ул. Пионерская, - ул. Почтовая, | - пер. Советский, - ул. Степная, - ул. Центральная, - ул. Шоссейная. |